# Gökçeoba, Of
Gökçeoba là một xã thuộc huyện Of, tỉnh Trabzon, Thổ Nhĩ Kỳ. Dân số thời điểm năm 2011 là 313 người.